# Zweeds voetbalelftal onder 21 (mannen)
Jong Zweden is het Zweeds voetbalelftal voor spelers jonger dan 21. De leeftijdsgrens geldt steeds bij het begin van een Europees kampioenschap.

## Europees kampioenschap onder-21
- 1978: Niet gekwalificeerd
- 1980:  –
- 1982:  –
- 1984:  –
- 1986: Kwartfinale
- 1988: Niet gekwalificeerd
- 1990: Derde plaats
- 1992: Tweede plaats
- 1994: Niet gekwalificeerd
- 1996:  –
- 1998: Kwartfinale
- 2000: Niet gekwalificeerd
- 2002:  –
- 2004: Vierde plaats
- 2006: Niet gekwalificeerd
- 2007:  –
- 2009: Halve finale
- 2011: Niet gekwalificeerd
- 2013:  –
- 2015: Toernooiwinnaar
- 2017: Eerste ronde
- 2019: Niet gekwalificeerd
- 2021: –
- 2023: –
- 2025: –

## Selectie
| Naam                | Geboortedatum    | Club                     |
| ------------------- | ---------------- | ------------------------ |
| Doelmannen          |                  |                          |
| Patrik Carlgren     | 8 januari 1992   | AIK Fotboll              |
| Jacob Rinne         | 20 juni 1993     | Örebro SK                |
| Andreas Linde       | 24 juli 1993     | Molde FK                 |
| Verdedigers         |                  |                          |
| Victor Lindelöf     | 17 juli 1994     | SL Benfica               |
| Alexander Milošević | 30 januari 1992  | Beşiktaş JK              |
| Filip Helander      | 22 april 1993    | Malmö FF                 |
| Ludwig Augustinsson | 21 april 1994    | FC Kopenhagen            |
| Joseph Baffo        | 7 november 1992  | Halmstads BK             |
| Sebastian Holmén    | 29 april 1992    | IF Elfsborg              |
| Pa Konate           | 25 april 1994    | Malmö FF                 |
| Middenvelders       |                  |                          |
| Oscar Lewicki       | 14 juli 1992     | Malmö FF                 |
| Oscar Hiljemark     | 28 juni 1992     | PSV                      |
| Abdul Khalili       | 7 juni 1992      | Mersin İdman Yurdu       |
| Arber Zeneli        | 25 februari 1995 | IF Elfsborg              |
| Kristoffer Olsson   | 30 juni 1995     | FC Midtjylland           |
| Simon Tibbling      | 7 september 1994 | FC Groningen             |
| Sam Larsson         | 10 april 1993    | sc Heerenveen            |
| Robin Quaison       | 9 oktober 1993   | Palermo                  |
| Simon Gustafson     | 11 januari 1995  | Feyenoord                |
| Aanvallers          |                  |                          |
| Branimir Hrgota     | 12 januari 1993  | Borussia Mönchengladbach |
| John Guidetti       | 15 april 1992    | Zonder club              |
| Isaac Thelin        | 24 juni 1992     | Girondins de Bordeaux    |
| Mikael Ishak        | 31 maart 1993    | Randers                  |

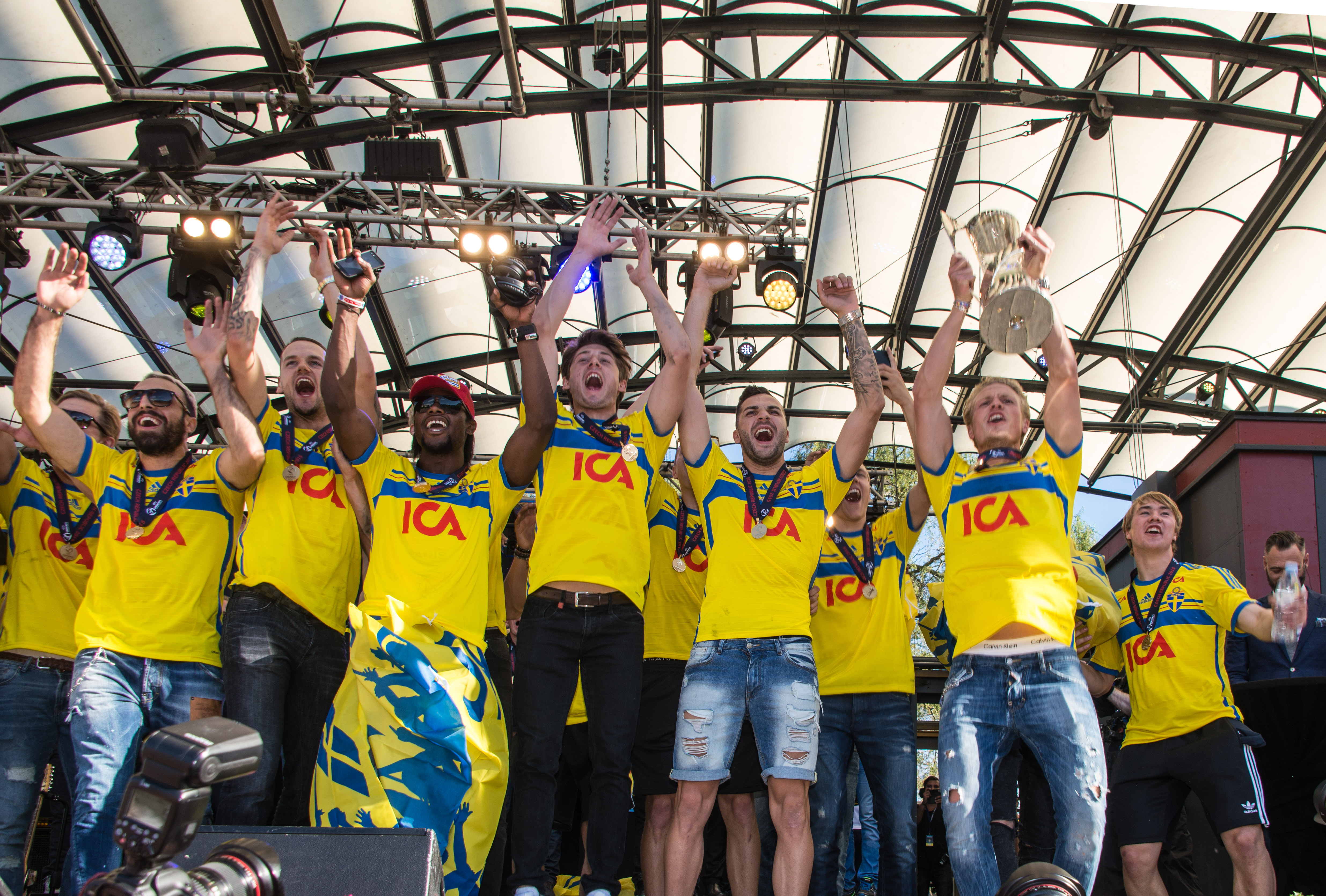
De selectie van 2015 die Europees kampioen werd

Selectie die in juni 2015 het EK -21 in Tsjechië won.

 Albanië ·  Andorra ·  Armenië ·  Azerbeidzjan ·  België ·  Bosnië en Herzegovina ·  Bulgarije ·  Cyprus ·  Denemarken ·  Duitsland ·  Engeland ·  Estland ·  Faeröer ·  Finland ·  Frankrijk ·  Georgië ·  Gibraltar ·  Griekenland ·  Hongarije ·  Ierland ·  IJsland ·  Israël ·  Italië ·  Kazachstan ·  Kosovo ·  Kroatië ·  Letland ·  Liechtenstein ·  Litouwen ·  Luxemburg ·  Malta ·  Moldavië ·  Montenegro ·  Nederland ·  Noord-Ierland ·  Noord-Macedonië ·  Noorwegen ·  Oekraïne ·  Oostenrijk ·  Polen ·  Portugal ·  Roemenië ·  Rusland ·  San Marino ·  Schotland ·  Servië ·  Slovenië ·  Slowakije ·  Spanje ·  Tsjechië ·  Turkije ·  Wales ·  Wit-Rusland ·  Zweden ·  Zwitserland
 Joegoslavië ·  DDR ·  Servië en Montenegro ·  Sovjet-Unie ·  Tsjecho-Slowakije
SvFF · A-internationals · Selecties · Bondscoaches · Zweeds vrouwenelftal · Olympisch elftal · Zweden U21 · Zweden U20 · Zweden U19 · Zweden U18 · Zweden U17 · Zweden U16 · Vrouwen U17
1908 – 1919 ·
1920 – 1929 ·
1930 – 1939 ·
1940 – 1949 ·
1950 – 1959 ·
1960 – 1969 ·
1970 – 1979 ·
1980 – 1989 ·
1990 – 1999 ·
2000 – 2009 ·
2010 – 2019 ·
2020 − 2029
EK 1960 · 
EK 1964 · 
EK 1968 · 
EK 1972 · 
EK 1976 · 
EK 1980 · 
EK 1984 · 
EK 1988 · 
EK 1992 ·
EK 1996 · 
EK 2000 ·
EK 2004 ·
EK 2008 ·
EK 2012 · 
EK 2016 · 
EK 2020
WK 1930 · 
WK 1934 ·
WK 1938 ·
WK 1950 ·
WK 1954 · 
WK 1958 ·
WK 1962 · 
WK 1966 · 
WK 1970 ·
WK 1974 ·
WK 1978 ·
WK 1982 · 
WK 1986 · 
WK 1990 ·
WK 1994 ·
WK 1998 · 
WK 2002 ·
WK 2006 ·
WK 2010 · 
WK 2014 · 
WK 2018
OS 1908 · 
OS 1912 · 
OS 1920 · 
OS 1924 · 
OS 1928 · 
OS 1932 · 
OS 1936 · 
OS 1948 · 
OS 1952 · 
OS 1956 · 
OS 1964 · 
OS 1968 · 
OS 1972 · 
OS 1976 · 
OS 1980 · 
OS 1984 · 
OS 1988 · 
OS 1992 · 
OS 1996 · 
OS 2000 · 
OS 2004 · 
OS 2008 · 
OS 2012 · 
OS 2016
1908 · 
1909 · 
1910 · 
1911 · 
1912 · 
1913 · 
1914 · 
1915 · 
1916 · 
1917 · 
1918 · 
1919 · 
1920 · 
1921 · 
1922 · 
1923 · 
1924 · 
1925 · 
1926 · 
1927 · 
1928 · 
1929 · 
1930 · 
1931 · 
1932 · 
1933 · 
1934 · 
1935 · 
1936 · 
1937 · 
1938 · 
1939 · 
1940 ·
1941 ·
1942 ·
1943 ·
1944  ·
1945 · 
1946 · 
1947 · 
1948 · 
1949 · 
1950 · 
1952 · 
1952 · 
1953 · 
1954 · 
1955 · 
1956 · 
1957 · 
1958 · 
1959 ·
1960 · 
1961 · 
1962 · 
1963 · 
1964 · 
1965 · 
1966 · 
1967 · 
1968 · 
1969 ·
1970 · 
1971 · 
1972 · 
1973 · 
1974 · 
1975 · 
1976 · 
1977 · 
1978 · 
1979 ·
1980 · 
1981 · 
1982 · 
1983 · 
1984 · 
1985 · 
1986 · 
1987 · 
1988 · 
1989 · 
1990 · 
1991 · 
1992 · 
1993 · 
1994 · 
1995 · 
1996 · 
1997 · 
1998 · 
1999 · 
2000 · 
2001 · 
2002 · 
2003 · 
2004 · 
2005 · 
2006 · 
2007 · 
2008 · 
2009 · 
2010 · 
2011 · 
2012 · 
2013 · 
2014 · 
2015 · 
2016 · 
2017 · 
2018 ·
2019 ·
2020 ·
2021
Albanië ·
Algerije ·
Argentinië ·
Armenië ·
Australië ·
Azerbeidzjan ·
Bahrein ·
Barbados ·
België ·
Bosnië en Herzegovina ·
Botswana ·
Brazilië ·
Bulgarije ·
Chili ·
China ·
Colombia ·
Costa Rica ·
Cuba ·
Cyprus ·
DDR ·
Denemarken ·
Duitsland ·
Ecuador ·
Egypte ·
Engeland ·
Estland ·
Faeröer ·
Finland ·
Frankrijk ·
Georgië ·
Griekenland ·
Hongarije ·
Ierland ·
IJsland ·
Iran ·
Israël ·
Italië ·
Ivoorkust ·
Jamaica ·
Japan ·
Joegoslavië ·
Jordanië ·
Kameroen ·
Kazachstan ·
Kosovo ·
Kroatië ·
Letland ·
Liechtenstein ·
Litouwen ·
Luxemburg ·
Maleisië ·
Malta ·
Mexico ·
Moldavië ·
Montenegro ·
Nederland ·
Nieuw-Zeeland ·
Nigeria ·
Noord-Ierland ·
Noord-Korea ·
Noord-Macedonië ·
Noorwegen ·
Oekraïne ·
Oezbekistan ·
Oman ·
Oostenrijk ·
Paraguay ·
Peru ·
Polen ·
Portugal ·
Qatar ·
Roemenië ·
Rusland ·
San Marino ·
Saoedi-Arabië ·
Schotland ·
Senegal ·
Servië ·
Singapore ·
Slovenië ·
Slowakije ·
Sovjet-Unie ·
Spanje ·
Syrië ·
Thailand ·
Trinidad en Tobago ·
Tsjechië ·
Tsjecho-Slowakije ·
Tunesië ·
Turkije ·
Uruguay ·
Venezuela ·
Verenigde Arabische Emiraten ·
Verenigde Staten ·
Verenigd Koninkrijk ·
Wales ·
Wit-Rusland ·
Zuid-Afrika ·
Zuid-Korea ·
Zwitserland
Brazilië (1958) ·
Duitsland (2006) ·
Duitsland (2018) ·
Engeland (2006) ·
Engeland (2012) ·
Engeland (2018) ·
Frankrijk (2012) ·
Griekenland (2008) ·
Ierland (2016) ·
Italië (2016) ·
Mexico (2018) ·
Oekraïne (2012) ·
Oekraïne (2021) ·
Paraguay (2006) ·
Polen (2021) ·
Rusland (2008) ·
Slowakije (2021) ·
Spanje (2008) ·
Spanje (2021) ·
Trinidad en Tobago (2006) ·
Zuid-Korea (2018) ·
Zwitserland (2018)